# Floor 13
Floor 13 ist ein 1991 von Virgin Interactive veröffentlichtes Computerspiel für DOS-Betriebssysteme. Das Spiel selbst ist im Vereinigten Königreich angesiedelt und versetzt den Spieler in die Rolle des Chefs einer fiktiven Regierungsbehörde, die als Geheimpolizei fungiert.

## Spielwelt
Die Spielwelt wird in zweidimensionalen Grafiken vermittelt. Der Spieler folgt dem durch einen Mordanschlag verschiedenen Generaldirektor der Organisation nach. Er kann Abhöraktionen, Auftragsmorde, Einbrüche, Folter und Desinformationskampagnen von seinem virtuellen Schreibtisch anordnen. Über den Verlauf des Spielgeschehens wird der Spieler über Dokumente der fiktiven Regierungsbehörde informiert.
Ziel des Spiels ist es, die Regierung an der Macht zu halten, indem sowohl Terrororganisationen als auch die legale Opposition durch den Spieler manipuliert werden. Sinken die Umfrageergebnisse der Regierung längere Zeit unter 50 %, läuft der Spieler Gefahr, gefeuert zu werden. Erregen die Aktionen des Spielers zu großes Aufsehen in der Öffentlichkeit, wird er auf Befehl des Premierministers ermordet. Schafft der Spieler es, die Regierung ein Jahr an der Macht zu halten, wird er selbst zum Premierminister ernannt.
Floor 13 wurde für PC-DOS, Atari ST und Amiga veröffentlicht.